# Classe Aquastrada TMV 70
La classe Aquastrada TMV 70 è una serie di quattro navi monocarena costruite dalla Rodriquez Cantieri Navali tra il 1998 e il 1999 commissionate dal gruppo Tirrenia per essere utilizzate dalle società regionali di navigazione per collegare le isole minori con vari porti della Penisola italiana. Raggiungono la velocità massima di 32 nodi, lunghe 70 metri hanno tre ponti, due per i passeggeri e uno per le auto, possono trasportare 550 passeggeri e 57 autovetture.
Le unità Isola di Procida e Isola di Capri realizzate per la società campana Caremar originariamente per i collegamenti tra Napoli, Capri, Ischia e Procida e tra Anzio e Ponza, mentre Isola di Capraia per la società Tirrenia – Compagnia Italiana di Navigazione per il collegamento tra Termoli e le isole Tremiti, l'Isola di Vulcano per la Siremar per i collegamenti tra Milazzo e le isole Eolie.
A giugno 2016, nel bacino di carenaggio dei cantieri Palumbo di Messina, l'Isola di Vulcano riceve la nuova livrea.
Il 19 giugno 2023, a seguito delle precedenti vicende giudiziarie che hanno colpito la società Caronte & Tourist Isole Minori, l'Isola di Vulcano è stata sottoposta a sequestro a tempo indeterminato. Tale unità, a marzo 2024, è stata acquistata da Caremar.

## Unità della classe
| Nome             | Immagine | Varo              | Cantiere                  | Entrata in servizio | Rotta                  | Numero IMO | Proprietario | Note                                                                                           |
| ---------------- | -------- | ----------------- | ------------------------- | ------------------- | ---------------------- | ---------- | ------------ | ---------------------------------------------------------------------------------------------- |
| Isola di Capri   |          | 22 settembre 1998 | Rodriquez Cantieri Navali | 22 settembre 1998   | Golfo di Napoli        | 9166170    | Caremar      | Nel 2016 ha subìto importanti lavori di ristrutturazione                                       |
| SNAV Virgo       |          | 1999              | Rodriquez Cantieri Navali | 1999                | Golfo di Napoli        | 9166182    | SNAV         | Già Isola di Capraia, nel 2023 ha subito lavori importanti di ristrutturazione                 |
| Isola di Procida |          | 1999              | Rodriquez Cantieri Navali | 1999                | Golfo di Napoli        | 9166209    | Caremar      | Nel 2015 ha subìto importanti lavori di ristrutturazione                                       |
| Isola di Vulcano |          | 1999              | Rodriquez Cantieri Navali | 1999                | Napoli-Procida- Ischia | 9166194    | Caremar      | Nel 2023 ha subito importanti lavori di ristrutturazione, tra cui la sostituzione di un motore |